# Fritz Eggimann
Fritz Eggimann (* 29. März 1936 in Zürich; † 29. September 2019) war ein Schweizer Hochschullehrer und Manager.

Fritz Eggimann (1997)

## Leben
Fritz Eggimann wuchs in Zürich auf, wo er auch die Schulen besuchte. Er studierte an der ETH Zürich Elektrotechnik und wurde dort promoviert. Seine Dissertation mit dem Titel Datenübertragung auf Telephonleitungen wurde 1965 veröffentlicht. Nach dem Studium trat er in die Firma Brown, Boveri & Cie (BBC) in Baden ein. 1975 übernahm er die Geschäftsleitung der Firma Cerberus AG in Männedorf (heute Teil von Siemens Building Technologies), wo er das Konzept des integralen Facility Managements einführte. 1984 kehrte zu BBC zurück und leitete den Geschäftsbereich Informations- und Nachrichtentechnik. Nach der Fusion mit ASEA wurde ihm 1988 die Führung der Business Area Communications and Information Systems der ABB übertragen.
Er lehrte Informationstechnik im Nachdiplomstudium der Abt. III B der ETH von 1969 bis 1985 und als Hauptreferent für Technische Führung des SKU Verein Schweizer Kurse für Unternehmensführung von 1986 bis 1996.
Am 16. März 1988 wählte ihn der Bundesrat zum neuen Direktionspräsidenten der Eidgenössische Materialprüfungs- und Forschungsanstalt (Empa) und zugleich zum ordentlichen Professor für Informationstechnik an der ETH Zürich. Während seiner Tätigkeit an der Empa wurde diese Organisation der Eidgenossenschaft neu ausgerichtet und erweitert. Insbesondere baute er die Materialprüfung um angewandte Forschung aus. Am 1. April 2001 trat er in den Ruhestand.

## Veröffentlichungen
Fritz Eggimann war Mitautor von wissenschaftlichen Publikationen über künstliche neuronale Netze.

## Weitere Tätigkeiten
- Chairman der ersten gesamteuropäischen Konferenz der IEEE 1971 in Lausanne
- Forschungsrat des Schweizerischen Nationalfonds
- Mitglied der Kommission für Technologie und Innovation (KTI)
- Mitglied der Schweizerischen Vereinigung für Qualitäts- und Managementsysteme (SQS)[2]
- Verwaltungsrat der Zehnder Group AG von 1988 bis 2006[1]

## Ehrungen
- Silberne Medaille der ETH Zürich für seine Diplomarbeit
- Fellow der IEEE
- 1995 Tetmajer-Medaille der Technischen Universität Wien
- Paul Harris Fellow des Rotary Clubs[1]
- 2002 Ehrenmitglied der International Union of Laboratories and Experts in Construction Materials, Systems and Structures (RILEM)[6]